# Ralph Keyes (autor)
Ralph Keyes (1945) es un autor estadounidense.   Sus 16 libros  incluyen ¿Hay vida después de la escuela secundaria?,  El coraje de escribir,   y La era de la posverdad.  Ese libro de 2004 ilustró la anticipación de Keyes de las tendencias sociales en su escritura.
Los libros de Keyes han tratado temas de la cultura popular como la asunción de riesgos, la presión del tiempo, la soledad, la honestidad y la estatura humana. Más recientemente, ha recurrido al lenguaje: investigando citas, palabras y expresiones. “Nice Guys Finish Seventh” y The Quote Verifier exploran las fuentes reales de citas familiares. I Love It When You Talk Retro se trata de palabras y frases comunes que se basan en eventos pasados. Su libro más reciente es Euphemania: Our Love Affair with Euphemiss. (La edición británica se titula Inmencionables: de joyas familiares a fuego amigo, lo que decimos en lugar de lo que queremos decir).
Keyes también ha escrito numerosos artículos para publicaciones que van desde GQ hasta Good Housekeeping. Un artículo del que fue coautor en 2002 ganó el premio McKinsey al mejor artículo del año en The Harvard Business Review.
Keyes es un invitado frecuente en programas de NPR como All Things Considered, Talk of the Nation y On the Media; y ha aparecido en The Tonight Show, 20/20 y The Oprah Winfrey Show en televisión. También habla a grupos profesionales, corporativos y educativos.
Después de graduarse de Antioch College en 1967, Keyes se graduó en la Escuela de Economía y Ciencias Políticas de Londres. De 1968 a 1970 trabajó como asistente de Bill Moyers, entonces editor del Newsday de Long Island. Durante la década siguiente, fue miembro del Centro de Estudios de la Persona en La Jolla, California, y luego escribió y dio conferencias de forma independiente en el área de Filadelfia.

## Reseñas
Contemporary Authors presentó su biografía de Keyes escribiendo: “En sus libros, Ralph Keyes explora obstáculos que van desde aprender a lidiar con la soledad en una sociedad cada vez más deshumanizada y móvil hasta las dificultades obvias y sutiles asociadas con ser inusualmente alto o bajo. Basándose en la información estadística, los resultados de los cuestionarios y los comentarios obtenidos durante las entrevistas personales, Keyes combina un toque de humor y tristeza ocasional con sus hallazgos fácticos para presentar estudios muy ameno y entretenido sobre las inseguridades que preocupan a innumerables adultos estadounidenses”.
El sociólogo James Samuel Coleman, autor del Informe Coleman seminal sobre integración escolar, llamado ¿Hay vida después de la escuela secundaria? “el primer libro que he visto que transmite la intensidad, que recupera el dolor, la vergüenza, la lucha por el estatus de la que se trata la escuela secundaria”. Desde que se publicó este libro, el término “la vida después de la escuela secundaria” se ha convertido en un eslogan cultural. (En Rock 'n' Roll High School, un personaje grita "¡Hay vida después de la escuela secundaria!"). Las etiquetas que Keyes aplicó a los estudiantes más y menos populares, "entradas y salidas", también se han convertido en un lugar común. [cita requerida]
El sabor psicológico de la escritura de Keyes es especialmente evidente en The Courage to Write y su secuela The Writer's Book of Hope con su énfasis en confrontar la ansiedad que inhibe a los escritores. Se presentó una entrevista con Keyes en el sitio web Writer Unboxed con la observación de que, cuando se les preguntó acerca de sus libros favoritos sobre el oficio de escribir, otros autores con los que hablaron "Casi sin excepción, los libros del autor Ralph Keyes encabezan su lista".
En The Courage to Write, Keyes escribió: “A menudo me preguntan por qué escribo con tanta frecuencia sobre temas ‘negativos’: tensiones entre padres e hijos, angustia adolescente, presión de tiempo. Mi respuesta es que explorar esos temas en papel me ayuda a deshacerme de ellos. Escribir puede ser una terapia maravillosa y barata por el precio. Como mínimo, eventualmente te aburres pensando en temas ansiosos y quieres seguir adelante”.
En un ensayo de Publishers Weekly sobre "Por qué escribo", Keyes escribió: "Escribir me da licencia para investigar cosas que me gustaría investigar de todos modos, como citas, uso del lenguaje y orígenes de palabras".
Los editores de libros de citas como The Yale Book of Quotations (Fred Shapiro), Random House Webster's Quotationary (Leonard Roy Frank), The New Beacon Book of Quotations by Women (Rosalie Maggio) y Winston Churchill por sí mismo (Richard Langworth) han acreditado los libros de Keyes sobre los orígenes de las citas ayudándolos a investigar los suyos propios. Cuando se publicó su libro "Nice Guys Finish Seventh" en 1992, Fred Shapiro, editor de The Yale Book of Quotations, consideró que tenía "la mejor investigación de cualquier libro de citas jamás publicado".
En una de las primeras entradas de Contemporary Authors sobre él, Keyes dijo que disfrutó investigando sus libros tanto como escribiéndolos. En cuanto a su estilo de prosa, agregó: "Cuanto más escriba, más simple me gustaría que fuera mi escritura: un pedazo de vidrio bien limpio a través del cual el lector puede ver claramente el contenido que contiene. Lo ideal sería una prosa tan transparente que los lectores ni siquiera se darían cuenta de mis dedos en el teclado. El trabajo más difícil de escribir, creo, es ocultar cuánto esfuerzo requiere y vencer el impulso de presumir".

## Vida personal
Ralph Keyes vive en Portland, Oregón, con Muriel Keyes, su esposa desde hace más de medio siglo, quien es una defensora de la atención médica jubilada y administradora universitaria. Sus hijos David y Scott también viven en Portland con sus esposas e hijos. David es un consultor organizacional autónomo. Scott es el fundador y CEO de Vuelos baratos de Scott.
Como pasatiempo, Keyes colecciona tostadoras.